# Charles Gueuvin
Charles Gueuvin est un poète mauricien né en 1834 à Maurice et mort en 1905 au même endroit. Il est l'auteur de plusieurs recueils, parmi lesquels Les Savanaises.